# Butirómetro

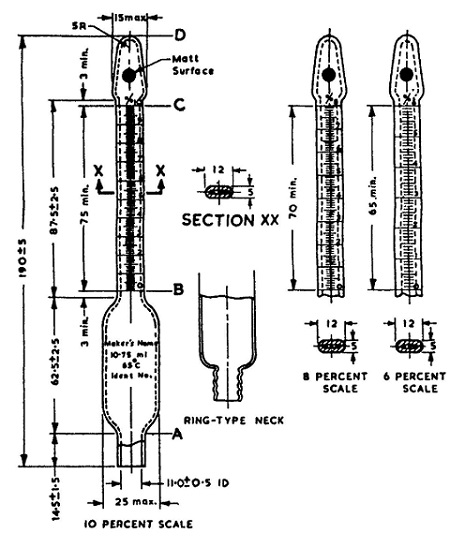
Butirómetro.

El butirómetro, del francés butyromètre, es un término surgido en 1854, para referirse al instrumento de medición utilizado para medir el contenido de grasa en la leche o los productos lácteos en general. El método utilizado en la determinación es el método de Gerber, inventado por el químico suizo Niklaus Gerber.
El butirómetro hace esta medición mediante la incorporación de ácido sulfúrico concentrado al 90-91 %, que provoca una reacción térmica de los componentes, para pasar posteriormente al proceso de centrifugación y baños maría a una temperatura determinada según el tipo de sustancia láctea en prueba y que acelera dicha separación, y que incluye como facilitador del mismo al alcohol amílico. Finalmente, la lectura se realiza en baño maría a 65 °C.